# 창후항
창후항(倉後港)은 인천광역시 강화군 화점면 창후리, 정포항 북쪽 14km에 있는 어항이다. 지방어항으로 지정, 관리되고 있다. 시설관리자는 강화군수이다.

## 어항구역
본 항의 어항구역은 다음과 같다.
- 아래의 ㉮ ㉯ ㉰ ㉱ ㉲지점을 연결한 선내의 해역 (105,490m2)
  - ㉮ : 창후항 선착장 북측 해안선 기점 (X:474,859.61, Y:143,140.59), (36˚52′14.28″N, 124˚21′54.40″E)
  - ㉯ : ㉮점에서 정서 방향으로 250m 이동한 지점 (X:474,858.61, Y:142,887.58), (36˚52′14.19″N, 124˚21′44.18″E)
  - ㉰ : ㉯점에서 정남 방향으로 350m 이동한 지점 (X:474,508.61, Y:142,887.58), (36˚52′02.83″N, 124˚21′44.28″E)
  - ㉱ : ㉰점에서 정동 방향으로 455m 이동한 지점 (X:474,508.61, Y:143,343.28), (36˚52′02.94″N, 124˚22′02.68″E)
- 어항관련 사업으로 조성된 육역(물량장, 선착장 등)
  - 796-7제,796-15잡,796-26잡,796-33잡
  - 국유지 : 2,910m2,  시유지 : 1,877m2

## 어항 시설
선착장과 물양장이 축조되어 있다.

## 주요 어종
- 꽃게, 새우, 밴댕이, 황복